# Chiesa di San Michele Arcangelo (Pianezzoli)
La chiesa di San Michele a Pianezzoli sorge alla periferia del comune di Empoli, in provincia di Firenze.

## Storia e descrizione
La piccola chiesa, documentata fin dal 1194, ha un aspetto ormai lontano da quello originario visibile nelle Piante dei Capitani di parte Guelfa del 1580-1595. Oggi presenta un interno semplice a pianta rettangolare (1750) e una facciata squadrata, con due monofore a sesto acuto e portone con timpano, che ha sostituito nel 1860 quella precedente a capanna con rosone centrale. Al 1866 risale invece la costruzione della torre campanaria.
La chiesa ha custodito fino a poco tempo fa una deliziosa pala giovanile di Lodovico Cardi detto il Cigoli rappresentante la Madonna col Bambino tra i santi Michele e Pietro, posta sull'altar maggiore nel 1593. Attualmente l'opera è stata sostituita con una copia, mentre l'originale è custodito nel Museo diocesano d'arte sacra di San Miniato.
Dopo il 1750 la chiesa fu legata ai marchesi Riccardi, proprietari della vicina Villa del Terrafino, che vi fecero trasferire dalla Chiesa di San Pancrazio a Firenze il pulpito quattrocentesco in marmo, decorato con raffinatezza dalla bottega dei fratelli da Maiano. Sulla faccia anteriore del pulpito, più recente, si può leggere l'iscrizione che ricorda la donazione: "BERNARDINUS RICHARDIUS HUIC GENTIS SUAE PATRONATUS ECCLESIAE DONO DEDIT A.R.S. MDCCLIII".